# William Kristol
William Kristol (New York City, 23 dicembre 1952) è un giornalista ed analista politico statunitense.

## Biografia
Neoconservatore americano di origine ebraica, dirige il "Progetto per un nuovo secolo americano".
Nel 1997 consegue il baccellierato all'Harward College, avendo fra i suoi docenti il filosofo Harvey Mansfield, membro del National Endowment for the Humanities (nel biennio 1974-1975) e sostenitore del pensiero politico di Leo Strauss.
Ha insegnato filosofia politica presso l'Università della Pennsylvania e la John F. Kennedy School of Government dell'Università Harvard. È visiting professor all'Università Harvard dove tiene un corso su Senofonte, Socrate e l'antica Grecia.

### In politica
Nel 1976 ha collaborato come responsabile durante le primarie del Partito Democratico per la candidatura di Daniel Patrick Moynihan a senatore dello Stato di New York. Moynihan era stato consigliere del Presidente repubblicano Nixon, quindi nominato da Gerald Ford ambasciatore degli Stati Uniti all'ONU nel 1975. Nel 1988 passò ad organizzare la campagna elettorale del conservatore Allen Keyes, candidato alla carica di senatore per lo Stato del Maryland, vinta dallo sfidante Paul Sarbanes.
Nel 1985 divenne responsabile dello staff di collaboratori del Segretario all'Istruzione William Bennett, che con l'amministrazione Reagan condivise il taglio dei fondi all'Agenzia, ma non l'impostazione dell'istruzione superiore, che a suo parere doveva recuperare il ventennale arretrato della formazione umanistica e focalizzarsi sulla  studio della civiltà occidentale. Sotto l'amministrazione di George H. W. Bush divenne capo dello staff del vicepresidente Dan Quayle.

### Nei media
Dopo la vittoria dei Repubblicani in entrambe le camere alle elezioni parlamentari del 1994, Kristol e John Podhoretz fondarono il settimanale di approfondimento politico The Weekly Standard, con il contributo iniziale di Rupert Murdoch.
Dal 1996 ha collaborato per tre anni al programma domenicale This Week trasmesso dall'emittente ABC.
È editorialista del New York Times, e per dieci anni è stato ospite fisso di Fox News Sunday, il programma di approfondimento domenicale del Fox News Channel.
Dall'estate del 2014 ha condotto il programma Conversations with Bill Kristol, con ospiti provenienti dal mondo accademico e dalla vita pubblica.

### Affiliazioni
Kristol è membro di alcuni importanti Think tank politici di orientamento conservatore. Dal 1997 al 2005 è stato Presidente del nuovo progetto per la cittadinanza, associazione che si occupa dell'assistenza, formazione ed inserimento occupazionale dei migranti negli Stati uniti. Nel 1997, fondò con Robert Kagan il Progetto per un nuovo secolo americano.
È membro del Consiglio degli amministratori fiduciari del Free-Market Manhattan Institute per la ricerca politica, dell'Ethics and Public Policy Center, associazione attiva per la promozione della tradizione morale giudaico-cristiana nei campi della politica pubblica. È inoltre uno dei tre membri di Keep America Safe, comitato fondato da Liz Cheney e Debra Burlingame, dell'Emergency Committee for Israel , e della Susan B. Anthony List, organizzazione antiabortista statunitense.

### Idee politiche
È stato uno dei più tenaci oppositori della riforma sanitaria inattuata da Bill Clinton nel 1994, cui reagì suggerendo varie proposte per un maggiore liberismo nel settore.
Nel 1998, ha sostenuto apertamente la guerra in Iraq, indirizzando con altri analisti una lettera al presidente Clinton nella quale chiedeva con urgenza una presa di posizione sulla questione irachena. Kristol sostenne che Saddam Hussein rappresentasse una grave minaccia per la sicurezza degli Stati Uniti e dei loro alleati, affermando che "l'unica strategia accettabile è quella che elimina la possibilità che l'Iraq sia capace ovvero tenti di usare le armi di distruzione di massa. Stante l'evidente fallimento della diplomazia, ciò comporta nel breve termine la volontà politica di intraprendere un'iniziativa di tipo militare. Nel lungo termine significa rovesciare Saddam Hussein e il regime al potere. A questo deve ora puntare la politica estera americana".
Nelle primarie per le elezioni presidenziali del 2000 preferì McCain a Bush, forte della sua visione e decisionismo in tema di politica estera.